# لودويغ شليسنجر
لودويغ شليسنجر (بالألمانية: Ludwig Schlesinger)‏ (و. 1864 – 1933 م) هو رياضياتي، ومؤرخ، وأستاذ جامعي ألماني، ولد في ترنافا، وكان عضوًا في الأكاديمية الألمانية للعلوم ليوبولدينا، والأكاديمية الهنغارية للعلوم، توفي في غيسن، عن عمر يناهز 69 عاماً.

## التعليم
تعلم في جامعة هايدلبرغ.

## جوائز
حصل على جوائز منها:
- جائزة لوباتشيفسكي [الإنجليزية]‏ (1909).[6]